# Federazione calcistica delle Antille Olandesi
La Federazione calcistica delle Antille Olandesi, ufficialmente Nederlands Antilliaanse Voetbal Unie (NAVU), fondata nel 1921, è stato il massimo organo amministrativo del calcio nelle Antille Olandesi. Affiliata alla FIFA dal 1932, come Curaçaose Voetbalbond (CVB), e alla CONCACAF dal 1961, essa era responsabile della gestione del campionato di calcio delle Antille Olandesi e della Nazionale di calcio delle Antille Olandesi.